# المسح الضوئي بالموجات فوق الصوتية

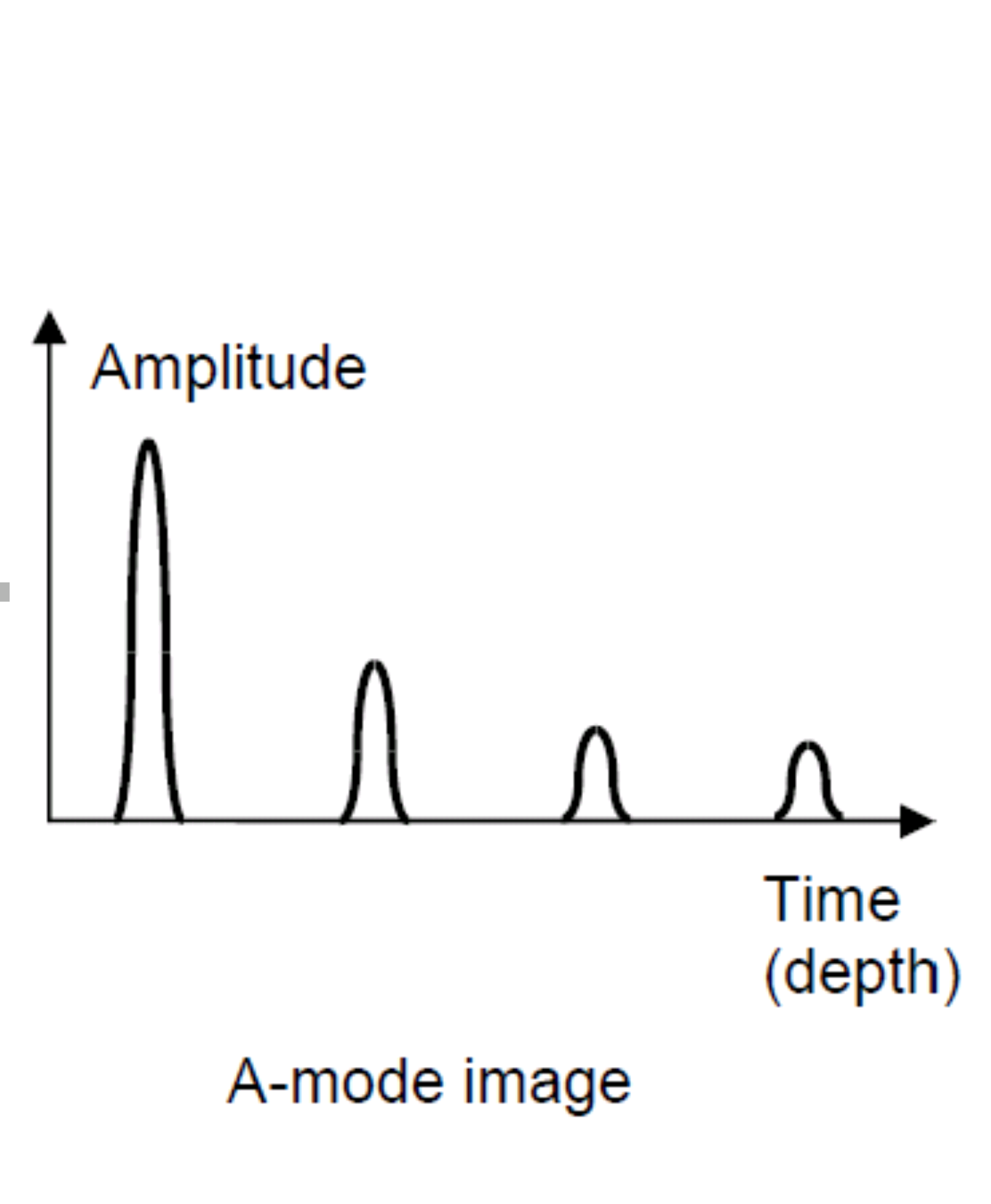

يستخدم جهاز الموجات فوق الصوتية(ultrasound) في التصوير الطبي ويعتمد على الموجات فوق الصوتية التي يكون ترددها أكثر من 20 كيلو هيرتز, ومن أنواعه ما يسمى بمسح السعة أو مسح المدى(Amplitude scan),ويرمز له(A scan). هذا النوع يقوم بإنتاج صورة ببعد واحد 1D حسب العلاقة الخطية بين العمق للنسيج الذي ننظر إليه والزمن الذي تحتاجه الموجات فوق الصوتية للوصول لهذا العمق والارتداد مرة أخرى باتجاه محول الطاقة (transducer-piezoelectric).

## اختبارات التشخيص الطبي
يستخدم هذا النوع من الصور في اختبارات التشخيص الطبي مثل طب العيون، بحيث تعطينا معلومات عن طول العين لحساب قوة العدسة داخل العين، فهذا المسح يعتبر محدد رئيسي في اضطرابات الرؤية الشائعة. باختصار تبلغ الطاقة الإنكسارية الإجمالية للعين تقريبا 60، توفر القرنية من هذه القوة 40 ديوبتير، والعدسة البلورية 20 ديوبتير.
عند إزالة إعتام عدسة العين يتم استبدال العدسة بزرع عدسة اصطناعية. عن طريق قياس كل من طول العين باستخدام مسح السعة(A scan) وقوة القرنية، يمكن استخدام صيغة بسيطة لحساب القوة اللازمة للعدسة داخل العين. هناك العديد من الصيغ المختلفة التي يمكن استخدامها اعتمادا على الخصائص الفعلية للعين. وجميع المعلومات هنا غير صالحة للأغراض الطبية.

## المسح الكمي
الاستخدام الرئيسي الآخر لهذا النوع من الصور في جهاز الموجات فوق الصوتية هو تحديد حجم وخصائص الموجات فوق الصوتية للكتل في العين لتحديد نوع الكتلة، وغالبا ما يسمى هذا بالمسح الكمي (quantitative A scan).
تتطلب الأدوات المستخدمة في هذا النوع من الاختبار الاتصال المباشر بالقرنية، ومع ذلك تم الإبلاغ عن أداة عدم الاتصال بالقرنية، كما تم تقييم الأغطية التي يمكن التخلص منها والتي تلامس العين بشكل مباشر.